# Governatorato di Poltava
Il governatorato di Poltava (in russo Полтавская губерния?) era una gubernija dell'Impero russo. Il capoluogo era Poltava. Istituito nel 1802 insieme al Governatorato di Černigov, i cui territori costituivano il Governatorato della Piccola Russia, ricopriva approssimativamente la zona attualmente ricompresa nell'Oblast' di Poltava.